# Fritz Werner (Komponist)
Fritz Werner (* 15. Dezember 1898 in Berlin; † 22. Dezember 1977 in Heilbronn) war ein deutscher Chorleiter, evangelischer Kirchenmusikdirektor, Dirigent, Organist und Komponist. Er war von 1947 bis 1973 Gründer und Leiter des Heinrich-Schütz-Chores Heilbronn e. V.

## Leben
Fritz Eugen Heinrich Werner wurde am 15. Dezember 1898 als zweites Kind des Klavierbaumeisters Eugen Werner und seiner Ehefrau Clara, geb. Baunack, in Berlin geboren. Sein älterer Bruder war Kurt Werner (1897–1979). Der Vater Eugen Werner unterhielt eine Klavierbauwerkstätte in der Puttkamerstraße im Bezirk Kreuzberg. Fritz Werner besuchte die 44. Gemeindeschule (Grundschule) in Berlin und galt als überdurchschnittlich begabter Schüler. Nach der Grundschule besuchte er die Bertram-Realschule (neusprachliche Ausrichtung) in Berlin. Dort erlernte er das Klavierspiel. Mit seinem Bruder wurde er Sängerknabe im Liturgischen Chor der Dreifaltigkeitskirche. Als Zehnjähriger begann er mit den ersten Kompositionsversuchen unter Anleitung seines Musiklehrers Richard Münnich und bekam Orgelunterricht vom renommierten Organisten Wolfgang Reimann. Werner erhielt auch Unterricht im Violinspiel. Im Jahr 1915 wechselte er auf die Friedrich-Werderschen-Oberrealschule in Berlin um sich auf das Abitur vorzubereiten. Das Vorhaben wurde jedoch durch den Militärdienst in Heidelberg unterbrochen. Im Juni 1917 kehrte Werner zurück nach Berlin um das Notabitur zu absolvieren. Zunächst schrieb er sich für ein Jurastudium ein, wurde jedoch erneut zum Militär eingezogen. In der späteren Kriegsgefangenschaft im Gefangenenlager von Boisleuxau-Mont gründete und leitete er einen Männerchor. Nach seiner Heimkehr im Jahr 1919 entschied er sich anstelle eines langwierigen Jurastudiums für ein Musikstudium in Berlin und schrieb sich an der Philosophischen Fakultät der Friedrich-Wilhelms-Universität in Musikwissenschaft und Psychologie ein.
Zwischen 1920 und 1935 absolvierte er ein Studium an der Berliner Akademie für Kirchen- und Schulmusik sowie an der Berliner Universität und an der Preußischen Akademie der Künste bei Wolfgang Reimann. Zum 1. Mai 1933 trat er der NSDAP bei. Danach wurde er 1935 Organist und Schulmusiker in Potsdam-Babelsberg (Bethlehemskirche). Anschließend war Werner von 1936 bis 1938 als Organist und Kantor an der Kirche St. Nikolai in Potsdam tätig. 1938 avancierte er zum Kirchenmusikdirektor und wurde zu Beginn des Krieges 1939 Organist an der Garnisonkirche in Potsdam und ab 1939 Musikdirektor bei Radio Paris. Nach dem Zweiten Weltkrieg und anschließender Kriegsgefangenschaft in Frankreich wurde er 1946 bis 1964 Organist und Chorleiter an der Kilianskirche in Heilbronn am Neckar. Mit Genehmigung der amerikanischen Militärregierung gründet Fritz Werner im März 1947 den Heinrich-Schütz-Kreis, den späteren Heinrich-Schütz-Chor Heilbronn. Im Dezember 1954 wurde er zum Professor ernannt.
Fritz Werner gehörte zu jenen Kirchenmusikern, die, wie Rudolf Mauersberger, Günther Ramin oder Johann Nepomuk David, Wesentliches zur Erneuerung und Belebung der Kirchenmusik im 20. Jahrhundert beitrugen.

## Werke (Auswahl)
- Concertino pour Flute, Violoncelle et Clavecin (1942), Durand, Paris 1943
- Und es ward Licht, Chorwerk
- An die Toten – Chorwerk zur Ehrung der im Ersten Weltkrieg Gefallenen
- Psalm 103, Chorwerk
- Von der Eitelkeit der Welt, Kantate
- Abendlied an die Natur, Kantate
- Die Botschaft, Chormusik
- verschiedene Werke für Orgel[4]

## Auszeichnungen
- 1935 Mendelssohn-Preis
- 1973: Verdienstkreuz 1. Klasse der Bundesrepublik Deutschland[5][6]
- 1974: Chevalier de l’Ordre des Arts et des Lettres